# 하스텐벡 전투
하스텐벡 전투는 1757년 7월 26일에 벌어진 전투로 하노버, 헤센-카셀, 브라운슈바이크 연합군이 하노버 선제후국에 있는 하멜른 근교에서 프랑스 군에게 패배하였다.

## 서막
프랑스는 7년 전쟁 중 오스트리아, 러시아, 스웨덴, 작센과 동맹을 맺고 1757년 4월 총병력 10만의 대군을 이끌고 병력을 둘로 나누어 독일을 공격했다. 프랑스군은 영국-하노버 동군연합과 동맹을 맺은 프로이센 왕국이 오스트리아와 전투를 벌이던 보헤미아 전역(로보지츠, 프라하, 콜린 등의 전투가 벌어진)에 집중하지 못하게 할 의도를 가지고 있었다.
둘로 나뉜 프랑스군 중 하나는 수비즈 공(Prince de Soubise)이 지휘하고 있었는데, 이 부대는 중부 독일을 진군하였다. 이들은 일명 황제군(Reichsarmee)이라 불린 폰 힐드부르크하우젠 공(Prinz von Hildburghausen) 휘하의 부대와 합류하였다. 이들은 후에 1757년 11월 5일 프로이센 군과 로스바흐 전투(Battle of Rossbach)전투를 벌여 대패한다.
루이 샤를 데스트레(Louis Charles d'Estrées)원수가 지휘하던 또 다른 프랑스군은 약 50,000명의 보병과 10,000기의 기병, 68문의 대포로 구성되어 있었다. 이들은 하노버를 향해 진군하였다. 프로이센군은 당면한 적인 오스트리아, 러시아, 스웨덴과의 싸움에서 발을 뺄 수 없는 상황이었고 서쪽에 있는 하노버 공국을 지원할 수 있는 상황이 아니었다. 하노버를 지원하는 임무는 하노버 구원군(Hanoverian Army of Observation)에 맡겨졌는데 이들은 프로이센으로 별다른 지원을 받지 못했다. 프로이센은 이들에 겨우 6개의 보병대대를 지원했을 뿐이다. 하노버 구원군의 주력은 하노버 군이 60퍼센트, 헤센 군이 25퍼센트를 차지했고 나머지 부분을 브라운슈바이크와 프로이센이 맡았다. 하노버 구원군의 전 병력은 약 보병 30,000명, 기병 5,000기에 28문의 대포로 이루어져 있었다. 이 군세는 영국 왕 조지 2세(George II of Great Britain)의 아들 컴벌랜드 공작 윌리엄 오거스터스(William Augustus the Duke of Cumberland)가 총지휘를 맡았다.

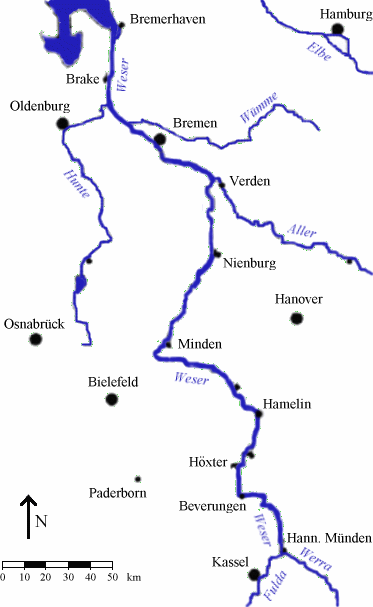
베저 강과 요새 하멜른, 민덴, 니엔부르크와 브레멘의 모습은 자연적인 방어선의 모습을 나타내고 있다.

하노버군은 베저강(Weser)보다 더 서쪽에 있는 라인강(Rhine)의 방어를 포기하였다. 하노버의 퇴각결정으로 인해 프로이센군은 베저 강에 있는 여러 요새들을 포기할 수밖에 없었고, 결국 4월에는 리페(Lippe)강의 방어선을 포기하였다. 컴벌랜드 공작의 주 목표는 하노버에 대한 적의 공격을 저지하는 것이었다. 그는 처음 빌레펠트(Bielefeld)에 병력을 집결시켰고, 이후에 브락페드(Brackwede)에 잠시 주둔하였다. 컴벌랜드 공작은 민덴(Minden)의 남쪽에서 베저 강을 건너기로 결심하였다. 컴벌랜드 공작은 베저 강을 자연적인 방어선으로 삼고, 프랑스군의 도강을 막는 계획을 세웠다. 그의 주력군은 하스텐벡 으로부터 북서쪽으로 수킬로미터 떨어진 하멜른(Hamelin)에 배치하였고, 민덴의 수비병으로 프로이센의 보병 대대들을 남겨 놓았다. 그는 또 베저 강을 따라 소규모 정찰부대들을 남겨두었다. 그러는 동안에 프랑스군은 북쪽으로 별동대를 보내 7월 3일 영국과 유럽을 잇는 중요한 거점인 엠덴(Emden)을 함락시켰다. 후에 프랑스군은 남쪽으로 또 다른 별동대를 보내 7월 15일 카셀을 함락시켰다.
7월 7일 밤 동안 강력한 프랑스의 선봉 근위대가 베베르겐(Beverungen) 근교에서 베저 강을 건넜다. 베저 강은 평소에는 건너기가 쉽지 않으나 여름기간 동안 뮌덴(Münden)과 하멜른사이의 수위가 80센티미터(~3피트)정도로 낮아지기 때문에 보병과 기병이 쉽게 건널 수 있었다. 프랑스 전위대는 강을 건넌 뒤 북쪽으로 진군하여 혹스터(Höxter)에 교두보를 마련하였다. 프랑스군의 주력은 7월 16일 베저 강을 건넜고, 컴벌랜드 공작은 데스트레와 교전하기 위해 자신의 군대를 하멜른의 남부에 배치하는 것 이외에 별 도리가 없었다. 프로이센 보병대대는 프로이센이 콜린 전투에서 오스트리아에게 패한 후 프리드리히 대왕(Frederick the Great)의 명령에 의해 귀환한 상태였다.

## 전투
양군은 7월 25일 아침 하스텐벡 마을에서 만났다. 프랑스군 우익의 지휘관 프랑수아 드 샤베르(François de Chevert)는 보렘베르크(Voremberg)에서 하노버 군과 싸울 것을 명하였으나, 하노버 군을 보렘베르크에서 몰아내는 데 실패하였다. 브로글리 공작(Duc de Broglie) 장군 휘하의 프랑스 좌익은 여전히 하멜른 근교에서 베저 강을 건너고 있었다. 데스트레는 전군이 집결할 수 있을 때까지 전투를 연기하기로 결심했다.
다음날 하노버 구원군이 하멜른에서 보렘베르크까지 전열을 구축한 것을 볼 수 있었다. 하노버 구원군의 우익은 하멜(Hamel)강과 하스텐벡의 수로가 위치한 곳에 자리를 잡았다. 하노버 구원군의 중군(中軍)은 하스텐벡의 북쪽에 배치되었고, 포병대는 하스텐벡 뒤쪽의 고지대에 위치하였다. 하노버군의 좌익은 참호의 보호를 받는 두 개의 포병대로 구성되어 있었는데, 이들을 보호하기 위해 척탄병 부대가 배치되었다. 좌익의 맨 끝에 위치한 부대는 오벤스부르크(Obensburg)에 자리를 잡았다. 컴벌랜드 공작은 언덕에서 병력을 집결시킬 수 없다고 생각하고, 그 정상에 소규모의 야게르(Jäger 독일어: 사냥꾼) 부대 3개 중대만 배치하는 실수를 저질렀고, 이로 인해 하노버 구원군의 좌익은 적의 측면공격에 노출되고 말았다.
샤베르 장군은 하노버군의 측면을 공략하고 견제하기 위해 4개 여단인 피카르디(Picardy), 라 마린(la Marine), 나바르(Navarre), 에우(Eu)에게 명령을 내렸다. 9시 경 이들은 3개의 보병대대 종대가 있는 오벤스부르크로 진군하였고, 수월하게 야게르 부대를 제압하였다. 컴벌랜드 공작은 아군의 후방이 위협받고 있다는 것을 깨닫고는 예비대와 척탄병 부대에게 대포를 지키게 하고, 오벤스부르크를 탈환할 것을 명하였다. 오벤스부르크 탈환을 위해 다수의 척탄병 대대를 투입했는데, 오벤스부르크 탈환을 위해 전투를 벌이던 도중 프랑스군이 하노버 구원군의 중앙을 공격해 왔고, 눈앞에서 벌어지던 전투에서 발을 뺄 수가 없었던 이들은 중앙을 구원할 수 없었다.
프랑스군은 보렘베르크에 공격을 집중했는데, 이 공격에는 데메티에르(d'Armentieres)장군 휘하의 5개의 보병여단과 4개의 하마 용기병(dismounted dragoons) 연대가 주축을 이루었다. 동시에 프랑스군의 중앙은 북쪽에 있던 하노버 포병대에 돌격을 감행하였다. 하노버 군의 강력한 포병대는 프랑스군의 공격을 몇 차례 격퇴할 수 있었으나 결국 격파 당하였고, 대포를 탈취당하고 말았다. 하노버 구원군의 예비대가 오벤스부르크에 도착했을 때 그들은 순간적으로 전황을 하노버군 측으로 돌릴 수 있었으나, 컴벌랜드 공작이 자신의 군대를 이끌고 퇴각하자 선전하던 이들 예비대도 고립된 상황에서 오랫동안 버틸 수는 없었다.

## 결과
하스텐벡 전투는 역사상 가장 흥미로운 전투 중 하나인데, 양군의 최고 사령관 모두 그들이 전투에서 졌다고 생각했고 이미 전장에서 물러날 준비를 하고 있었다. 이 전투는 결국 클로스터르제벤 협약(Convention of Klosterzeven)을 성립시켰고 하노버가 프랑스군에게 점령되는 결과를 낳았다. 하스텐벡 전투 도중 교회, 목사관, 농가를 제외하고는 거의 모든 것이 파괴되었다.

## 참조
- Marston, Daniel. The Seven Years' War. Oxford: Osprey Publishing, 2001. ISBN 1-84176-191-5